# Odlikovanja i priznanja Republike Hrvatske
Odlikovanja i priznanja Republike Hrvatske dodjeljuju se hrvatskim i stranim državljanima i pravnim osobama te postrojbama i drugim ustrojstvenim jedinicama Oružanih snaga Republike Hrvatske i Ministarstva unutarnjih poslova:
- za zasluge i doprinose u uspostavljanju, održavanju i promicanju samostalne, neovisne i suverene Republike Hrvatske,
- za zasluge i doprinose u oživotvorenju hrvatske državotvorne ideje, za razvitak i izgradnju Republike Hrvatske te za doprinose na određenom području ili djelatnosti,
- za iznimnu hrabrost i junački čin u ratu, izravnoj ratnoj opasnosti ili u posebnim okolnostima u miru te za izniman doprinos u stvaranju ratne strategije i vojne doktrine, zasluge u izgradnji Oružanih snaga i osobite uspjehe u vođenju i zapovijedanju postrojbama i drugim ustrojstvenim jedinicama Oružanih snaga Republike Hrvatske i Ministarstva unutarnjih poslova.

Odlikovanja i priznanja dodjeljuje predsjednik Republike Hrvatske na temelju ustavnih ovlasti, a iznimno ih dodjeljuje Hrvatski sabor, i to predsjedniku Republike. Odlikovanja i priznanja određena su Zakonom o odlikovanjima i priznanjima iz 1995. godine, a posebna pitanja, kao što su postupak podnošenja poticaja za dodjelu odlikovanja i priznanja, postupak primitka stranog odlikovanja i priznanja, način nošenja i isticanja odlikovanja, razmjena odlikovanja, uručenje, oduzimanje, izgled i tehnička izvedba svakog odlikovanja, izgled i opis isprave o dodjeli te druga pitanja, uređena su Pravilnikom o odlikovanjima i priznanjima.

## Odlikovanja

### Hrvatska odlikovanja do 1995.
Prvi propis koji je uređivao pitanje hrvatskih odlikovanja bila je Uredba o odličjima za ratne zasluge ("Narodne novine", br. 6/1992.), koju je donio predsjednik Republike 10. siječnja 1992. godine. Uredba je stupila na snagu 7. veljače 1992. godine, a Sabor Republike Hrvatske na zajedničkoj sjednici svih vijeća 13. veljače 1992. godine donio je Odluku o potvrdi Uredbe sa zakonskom snagom koju je donio predsjednik Republike Hrvatske.
Uredbom su ustanovljena odličja za ratne zasluge Republike Hrvatske, nadležnost i postupak njihove dodjele i oduzimanja, te prava i obveze njihovih nositelja. Odličja za vojne zasluge mogla su biti dodijeljena državljanima Republike Hrvatske te stranim državljanima. Uredbom su ustanovljena sljedeća odličja:
1. Orden kralja Tomislava,
2. Orden hrvatskog zavjeta,
3. Orden Zrinskog i Frankopana,
4. Orden za junaštvo kneza Domagoja,
5. Kolajna za junaštvo Nikole Šubića Zrinskog
6. Domovinska kolajna.

Prema ovoj Uredbi nije dodijeljeno niti jedno odlikovanje (odličje), jer je ista stavljena izvan snage u lipnju iste godine.
Dana 9. lipnja 1992. godine predsjednik Republike donio je Ukaz o proglašenju Zakona o odlikovanjima i priznanjima Republike Hrvatske ("Narodne novine", broj 33/1992.), kojeg je Sabor RH donio na skupnoj sjednici svih Vijeća 4. lipnja 1992. godine.
Ovaj Zakon ustanovio je tri područja zasluga:
1. za zasluge u uspostavi, promicanju i obrani hrvatske države ustanovljeni su:
- Orden kralja Tomislava,
- Orden kralja Petra Krešimira IV.,
- Orden kralja Dmitra Zvonimira,
- Orden kneza Trpimira,
- Orden kneza Branimira.

2. za zasluge u promicanju i obrani hrvatske državotvorne ideje, hrvatske kulture, znanosti i gospodarstva ustanovljeni su:
- Orden Hrvatskog zavjeta,
- Orden Hrvatskog križa,
- Orden Ante Starčevića,
- Orden Stjepana Radića,
- Orden Marka Marulića,
- Orden Ruđera Boškovića,
- Orden Danice Hrvatske,
- Orden Jurja Julija Klovića,
- Orden Franje Lovrića,
- Orden Katarine Zrinske,
- Orden Bogoslava Šuleka,
- Orden Nikole Tesle.

3. za ratne i vojne zasluge u obrani Republike Hrvatske ustanovljeni su:
- Orden bana Josipa Jelačića,
- Orden Petra Zrinskoga i Frana Krste Frankopana,
- Orden Eugena Kvaternika,
- Orden Nikole Šubića Zrinskoga,
- Orden kneza Domagoja,
- Spomenica domovinskog rata 1990 - 1992.

Prema ovom Zakonu dodijeljeno je nekoliko Ordena kralja Tomislava, Ordena kneza Trpimira i Ordena Danice Hrvatske. Orden Danice Hrvatske tada je bio jedinstveni orden jednoga stupnja (nije se dijelio na stupnjeve). Nositelji ovih ordena uživaju jednaka prava kao i nositelji veleredova odnosna redova prema sadašnjem sustavu.
Zbog određenih nejasnoća pristupilo se izradbi novoga zakona. Naime, postojale su nejasnoće glede međusobnog ranga odlikovanja, neusklađenost s uobičajnim europskim standardima, kao i nejasnoća kome pripada naslov viteza (člankom 1. bilo je propisano da se nositeljima određenih ordena može dodijeliti i pravo na naslov viteza Republike Hrvatske). Jedan od razloga bilo je i nedonošenje provedbenih propisa.
Zakon iz 1992. godine prestao je važiti stupanjem na snagu novog Zakona o odlikovanjima i priznanjima Republike Hrvatske, kojeg je Sabor donio 10. ožujka 1995. godine.

### Sadašnja odlikovanja
Odlikovanja Republike Hrvatske propisana su Zakonom o odlikovanjima i priznanjima ("Narodne novine", br. 20/95., 57/06., 141/06. i 118/19.), donesenim 1995. godine, s dvjema izmjenama 2006. godine. Godine 2019. Zakon je dopunjen te je ustanovljen Velered predsjednika Republike Franje Tuđmana s lentom i Danicom. Prema Zakonu hrvatska su odlikovanja podijeljena na veleredove, redove i spomenice. Zakon dopušta mogućnost stupnjevanja unutar pojedinog velereda i reda ovlašćujući predsjednika Republike da to pitanje uredi pravilnikom.
Zakon je u članku 6. ustanovio važnosni slijed odlikovanja. Odlikovanja Republike Hrvatske, po važnosnom slijedu, jesu:
| R.br. | Odlikovanje                                                                                | Slikovni prikaz     | Vrsta               | Stranci             | Dodjeljuje se za | Tko dobiva |
| ----- | ------------------------------------------------------------------------------------------ | ------------------- | ------------------- | ------------------- | --- | --- |
| 1.    | Velered kralja Tomislava s lentom i Velikom Danicom                                        |                     | civilno             | da                  | djelovanje na uspostavi suverene RH, za izniman doprinos njezinu međunarodnom ugledu i položaju te za visoki doprinos razvitku međudržavnih odnosa između Hrvatske i njihove zemlje. | poglavari država |
| 2.    | Velered kraljice Jelene s lentom i Danicom                                                 |                     | civilno vojno       | da                  | 1. doprinos međunarodnom ugledu i položaju RH 2. izniman doprinos neovisnosti i cjelovitosti RH, izgradnji i napretku RH te za izniman doprinos razvitku odnosa RH i hrvatskog naroda s drugim državama i narodima 3. izniman doprinos u stvaranju ratne strategije i vojne doktrine, zasluge u izgradnji OSRH te za osobite uspjehe u vođenju i zapovijedanju postrojbama OSRH | 1. dostojanstvenici, visoki državni dužnosnici i čelnici međunarodnih organizacija 2. hrvatski i stranim predsjednici parlamenata i vlada 3. vojnim zapovjednicima OSRH |
| 3.    | Velered kralja Petra Krešimira IV. s lentom i Danicom                                      |                     | civilno vojno       | da                  | 1. doprinos međunarodnom ugledu i položaju RH 2. izniman doprinos neovisnosti i cjelovitosti RH, izgradnji i napretku RH te za izniman doprinos razvitku odnosa RH i hrvatskog naroda s drugim državama i narodima 3. izniman doprinos u stvaranju ratne strategije i vojne doktrine, zasluge u izgradnji OSRH te za osobite uspjehe u vođenju i zapovijedanju postrojbama OSRH | 1. dostojanstvenici, visoki državni dužnosnici i čelnici međunarodnih organizacija 2. hrvatski i stranim predsjednici parlamenata i vlada 3. vojnim zapovjednicima OSRH |
| 4.    | Velered kralja Dmitra Zvonimira s lentom i Danicom                                         |                     | civilno             | da                  | izniman doprinos neovisnosti i cjelovitosti RH, odnosima hrvatske države i vjerskih zajednica te za iznimne uspjehe u kulturnom i humanitarnom djelovanju | visoki hrvatski i strani vjerski dostojanstvenici te visoki dužnosnici                                                                                                  |
| 5.    | Velered predsjednika Republike Franje Tuđmana s lentom i Danicom                           |                     | civilno             | ne                  | kao izraz najvišeg priznanja RH za promicanje hrvatskih državnih i nacionalnih interesa u zemlji i inozemstvu, posebice za promicanje državljanskog jedinstva i nacionalnog zajedništva, državotvornosti i duhovnih vrednota hrvatskog naroda | hrvatski državljani |
| 6.    | Red kneza Trpimira s ogrlicom i Danicom                                                    |                     | civilno             | da                  | izniman doprinos neovisnosti, cjelovitosti i međunarodnom ugledu RH, za izgradnju RH i razvitak odnosa RH i drugih zemalja | hrvatski i strani ministrima i drugi visoki dužnosnici |
| 7.    | Red kneza Branimira s ogrlicom                                                             |                     | civilno             | da                  | osobite zasluge stečene promicanjem međunarodnog položaja i ugleda RH i njezina odnosa s drugim državama | dužnosnici i djelatnici u tijelima državne vlasti, čelnici diplomatsko-konzularnih predstavništava i predstavništava međunarodnih organizacija akreditiranih u RH       |
| 8.    | Red kneza Domagoja s ogrlicom                                                              |                     | civilno vojno       | da                  | pokazanu osvjedočenu hrabrost i junaštvo u ratu, izravnoj ratnoj opasnosti ili u iznimnim okolnostima u miru | hrvatski i strani državljani te postrojbe i druge ustrojstvene jedinice OSRH i MUP-a                                                                                    |
| 9.    | Red Nikole Šubića Zrinskog                                                                 |                     | vojno               | da                  | junački čin u ratu, izravnoj ratnoj opasnosti ili iznimnim okolnostima u miru | hrvatski i strani državljani te postrojbe i druge ustrojstvene jedinice OSRH i MUP-a                                                                                    |
| 10.   | Red bana Jelačića                                                                          |                     | vojno               | ne                  | iznimno uspješno zapovijedanje postrojbama OSRH, za osobite vojne zasluge u njihovom ustroju i razvitku te postrojbama i drugim ustrojstvenim jedinicama OSRH | dužnosnici, časnici i zapovjednici postrojbi |
| 11.   | Red Petra Zrinskog i Frana Krste Frankopana s pozlaćenim pleterom i s posrebrenim pleterom |                     | civilno vojno       | da                  | s pozlaćenim pleterom: dodjeljuje se poginulima za hrvatsku državu u ratu, izravnoj ratnoj opasnosti ili u iznimnim okolnostima u miru posrebrenim pleterom: dodjeljuje se nestalim u tijeku domovinskog rata | hrvatski i strani državljani |
| 12.   | Red Ante Starčevića                                                                        |                     | civilno             | da                  | doprinos održanju i razvitku hrvatske državotvorne ideje, uspostavom i izgradnjom suverene hrvatske države | hrvatski i strani državljani |
| 13.   | Red Stjepana Radića                                                                        |                     | civilno             | da                  | zasluge i stradanje u borbi za nacionalna i socijalna prava i razvitak hrvatskog naroda | hrvatski i strani državljani |
| 14.   | Red Danice hrvatske                                                                        | Red Danice hrvatske | Red Danice hrvatske | Red Danice hrvatske | Red Danice hrvatske | Red Danice hrvatske |
| 14.   | 14.1. s likom Marka Marulića                                                               |                     | civilno             | da                  | osobite zasluge za kulturu | hrvatski i strani državljani |
| 14.   | 14.2. s likom Blaža Lorkovića                                                              |                     | civilno             | da                  | osobite zasluge za gospodarstvo | hrvatski i strani državljani |
| 14.   | 14.3. s likom Ruđera Boškovića                                                             |                     | civilno             | da                  | osobite zasluge za znanost | hrvatski i strani državljani |
| 14.   | 14.4. s likom Nikole Tesle                                                                 |                     | civilno             | da                  | osobite zasluge za izumiteljstvo | hrvatski i strani državljani |
| 14.   | 14.5. s likom Franje Bučara                                                                |                     | civilno             | da                  | osobite zasluge za šport | hrvatski i strani državljani |
| 14.   | 14.6. s likom Katarine Zrinske                                                             |                     | civilno             | da                  | osobite zasluge za zdravstvo, socijalnu skrb i promicanje moralnih vrijednosti | hrvatski i strani državljani |
| 14.   | 14.7. s likom Antuna Radića                                                                |                     | civilno             | da                  | osobite zasluge za prosvjetu | hrvatski i strani državljani |
| 15.   | Red hrvatskog križa                                                                        |                     | vojno               | da                  | sudjelovanje u Domovinskom ratu ako su pri tom bili i teško ranjeni | hrvatski i strani državljani |
| 16.   | Red hrvatskog trolista                                                                     |                     | vojno civilno       | da                  | osobite zasluge za RH stečene u ratu, izravnoj ratnoj opasnosti ili u iznimnim okolnostima u miru | hrvatski i strani državljani |
| 17.   | Red hrvatskog pletera                                                                      |                     | vojno civilno       | da                  | osobiti doprinos razvitku i ugledu RH i dobrobiti njezinih građana | hrvatski i strani državljani |
| 18.   | Spomenica domovinskog rata                                                                 |                     | vojno               | da                  | sudjelovanje u Domovinskom ratu kao dragovoljci, borci HV-a ili na drugi djelatni način | hrvatski i strani državljani |
| 19.   | Spomenica domovinske zahvalnosti                                                           |                     | vojno civilno       | ne                  | časnu i uzornu službu | hrvatski državljani |

## Priznanja
Zakonom o odlikovanjima i priznanjima Republike Hrvatske ustanovljena su dva priznanja. Njih dodjeljuje, kao i odlikovanja, predsjednik Republike na vlastiti poticaj ili na prijedlog Državnog povjereništva za odlikovanja i priznanja Republike Hrvatske.
Povelja Republike Hrvatske dodjeljuje se međunarodnim organizacijama, pravnim osobama, stranim državnicima te hrvatskim i stranim državljanima za doprinos razvitku i promicanju međunarodnog položaja Republike Hrvatske te za doprinos znanstvenom, kulturnom, gospodarskom i drugom razvitku Republike Hrvatske.
Hrvatska državna nagrada dodjeljuje se jednom godišnje (za Dan državnosti), hrvatskim državljanima i pravnim osobama za zasluge i postignuća u promicanju znanosti, gospodarstva, kulture, umjetnosti, športa i drugih područja društvenog života u Republici Hrvatskoj.

## Medalje i spomen medalje
Predsjednik Republike može, temeljem ustavnih i zakonskih ovlasti, posebnom odlukom ustanoviti medalje i spomen medalje. Takvo zakonsko ovlaštenje dano je Zakonom o službi u Oružanim snagama Republike Hrvatske prema kojem Predsjednik Republike propisuje vrste vojnih medalja, uvjete i postupak njihove dodjele pravilnikom na prijedlog ministra obrane i uz mišljenje načelnika Glavnog stožera. Na temelju ranijih propisa donesene su odluke o ustanovljenju medalja i spomen medalje kojim se određuje se način nošenja medalja, te redoslijed isticanja medalja i spomen medalje. Medalje i spomen medalja ističu se kronološkim redom donošenja odluka o njihovom ustanovljenju, iza oznaka odlikovanja.
Na temelju ranijeg Zakona o službi u Oružanim snagama Republike Hrvatske iz 1995. ustanovljene su bile sljedeće medalje:
| Medalja | Slikovni prikaz | |
| --- | --------------- | --- |
| Medalja za sudjelovanje u operaciji "Bljesak"                                                                            |                 | za oslobađanje zapadne Slavonije (svibanj 1995.). Medalju dodjeljuje vrhovni zapovjednik na prijedlog ministra obrane i ministra unutrašnjih poslova                                                                                                   |
| Medalja za sudjelovanje u operaciji "Ljeto '95"                                                                          |                 | u prigodi zajedničke akcije HV, HVO i Armije BiH za oslobađanje područja Bosanskog Grahova, Glamoča, Drvara, Šipova i Jajca (srpanj-kolovoz 1995.). Medalju dodjeljuje vrhovni zapovjednik na prijedlog ministra obrane i ministra unutrašnjih poslova |
| Medalja za sudjelovanje u operaciji "Oluja"                                                                              |                 | za oslobađanje sjeverne Dalmacije, Like, Korduna i Banije (kolovoz 1995.).. Medalju dodjeljuje vrhovni zapovjednik na prijedlog ministra obrane i ministra unutrašnjih poslova                                                                         |
| Medalja za iznimne pothvate u održavanju ustavno-pravnog poretka Republike Hrvatske, te zaštiti života građana i imovine |                 | medalju dodjeljuje vrhovni zapovjednik na prijedlog člana Vlade ili župana |

Spomen medalja "Vukovar" je komemorativna medalja ustanovljena posebnom odlukom u prigodi vraćanja pod državni suverenitet, odnosno u ustavnopravni poredak Republike Hrvatske područja hrvatskog Podunavlja (Baranje, istočne Slavonije i zapadnoga Srijema), koje je bilo pod privremenom upravom UNTAES-a. Ovu spomen medalju dodjeljuje predsjednik Republike Hrvatske osobama za djelatno sudjelovanje u obrani Istočne Slavonije, Zapadnog Srijema i Baranje, te onima koji su djelatno i svrhovito doprinijeli mirnoj reintegraciji hrvatskog Podunavlja u ustavno pravni poredak Republike Hrvatske.
Pravilnikom o vrstama vojnih medalja, uvjetima i postupku njihove dodjele iz 2019. godine uveden je niz novih vojnih medalja kao vrsta priznanja koja se dodjeljuju za značajan doprinos u izvršenju misija i zadaća Oružanih snaga, izvršenje poslova Ministarstva obrane koji predstavljaju značajan doprinos u stvaranju preduvjeta za uspješno izvršenje misija i zadaća Oružanih snaga, izvršenje poslova u stranim oružanim snagama koji predstavljaju značajan doprinos u izvršenju misija ili zadaća Oružanih snaga, te izvršenje poslova u međunarodnim organizacijama kojima je Republika Hrvatska pristupila koji predstavljaju značajan doprinos u stvaranju preduvjeta za uspješno izvršenje misija i zadaća Oružanih snaga. Pri tom se vojne medalje dijele na:
- medalje za vojne zasluge (Domovinske medalje i Medalje Hrvatske vojske)
- medalje za civilno-vojnu suradnju
- Medalju za sudjelovanje u operacijama
- medalje za iznimno osobno postignuće (medalje izvrsnosti u izobrazbi i medalje sportskih postignuća)
- Medalju za vježbe
- Medalju za pomoć institucijama civilne vlasti
- Medalju za najboljeg dočasnika i vojnika/mornara godine.

## Priznanja Hrvatskog sabora
Poslovnikom Hrvatskog sabora predviđeno je da Sabor može odlukom, poveljom, zahvalnicom ili drugim aktom domaćem ili stranom državljaninu ili organizaciji odati priznanje za njihov rad koji je od osobitog interesa za Republiku Hrvatsku. Tako je Sabor 26. lipnja 1992. dodijelio Zahvalnicu hrabrim hrvatskim braniteljima te Povelju zahvalnosti dr. Franji Tuđmanu, predsjedniku Republike Hrvatske, a 6. travnja 2005. godine Povelju zahvalnosti Svetom Ocu Ivanu Pavlu II.
Priznanje Hrvatskoga sabora "Zlatni grb" ustanovljeno je 2003. godine. Priznanje je dodjeljivao Hrvatski sabor za poseban doprinos razvoju parlamentarizma, demokracije, tolerancije, snošljivosti i zaštite ljudskih prava u Republici Hrvatskoj.  "Zlatni grb" sastojao se od povelje, zlatnika i novčanog iznosa, a dodijeljeno je samo jedanput i to u povodu 30. svibnja 2003., Dana Hrvatskoga sabora. Priznanje je ukinuto već sljedeće godine.
Spomen plaketu Vukovar 1991. Hrvatski je sabor ustanovio Odlukom od 13. srpnja 2006. kao znak posebnog priznanja i zahvalnosti Republike Hrvatske braniteljima Vukovara 1991. godine, a za iskazano domoljublje, iznimno junaštvo, stradanja i žrtvu. Spomen plaketu u ime Hrvatskoga sabora uručio je predsjednik Hrvatskoga sabora braniteljima te obiteljima poginulih, preminulih i nestalih branitelja, a u prigodi svečanog postrojavanja 204. brigade 2006. godine.

## Ostale državne nagrade
Pored priznanja koje dodjeljuje predsjednik Republike, Poslovnik Hrvatskoga sabora predviđa da Sabor može odlukom, poveljom, zahvalnicom ili drugim aktom domaćem ili stranom državljaninu ili organizaciji odati priznanje za njihov rad koji je od osobitog značenja za Republiku Hrvatsku.
Zakonom o službi u Oružanim snagama Republike Hrvatske predviđeni su kao vojna priznanja sljedeći oblici: vojne medalje, plakete, pohvale i nagrade. Vrste vojnih medalja, uvjete i postupak njihove dodjele pravilnikom propisuje Predsjednik Republike na prijedlog ministra obrane i uz mišljenje načelnika Glavnog stožera. Vrste vojnih plaketa te uvjete i postupak njihove dodjele pravilnikom propisuje ministar obrane. Vrste pohvala i nagrada te uvjete i postupak njihove dodjele pravilnikom propisuje ministar obrane.
Postoje i posebna priznanja i ostale nagrade iz djelokruga nekog ministarstva ili drugog tijela državne uprave, a javna priznanja mogu iskazivati jedinice lokalne i područne samouprave (općine, gradovi i županije) odlukom svog predstavničkog tijela.
Neke ostale državne nagrade su:
- Državna nagrada za šport Franjo Bučar
- Državna nagrada tehničke kulture Faust Vrančić
- Državna nagrada za socijalnu skrb i humanitarni rad
- Državna nagrada za volontiranje
- Državna nagrada za znanost
- Državne nagrade za vrhunska športska postignuća
- Nagrada Vladimir Nazor
- Nagrada Iso Velikanović
- Nagrada za dramsko djelo "Marin Držić"
- Nagrada Vicko Andrić
- Nagrada Ivo Horvat
- Nagrada za promicanje prava djeteta
- Nagrada Ivan Filipović
- Nagrade i priznanja Državne uprave za zaštitu i spašavanje
- Pohvale i nagrade Ministarstva obrane Republike Hrvatske
- Priznanja i nagrade za dostignuća na području zaštite okoliša
- Nagrade i priznanja Ministarstva unutarnjih poslova Republike Hrvatske

## Poveznice
- Odlikovanja
- Odlikovanja u Hrvatskoj